# Wolf (Trevor Rabin)
Wolf is het derde studioalbum van Trevor Rabin. Net als de voorgangers staat ook dit album vol met gitaarrock. Het album is opgenomen in de Konk Studios in Londen. Daar waar de vorige albums bijna geheel volgespeeld werden door Rabin zelf, kwam voor dit album een reeks gerenommeerde rockmusici langs. OOR's Pop-encyclopedie (versie 1982) constateerde een verschuiving richting fusion. Als medemuziekproducent trad op Ray Davies van The Kinks.
Het album werd in 1997 uitgebracht op compact disc door het budgetlabel One Way Records.

## Musici
- Trevor Rabin – zang, gitaar, basgitaar, toetsinstrumenten
- Chris Thompson, Stevie Lange, Noel McCalla - zang
- Jack Bruce, Mo Foster – basgitaar
- Manfred Mann, John Bundrick (Rabbit) - toetsinstrumenten
- Simon Phillips – drumstel

## Muziek
| Nr. | Titel                                 | Duur |
| --- | ------------------------------------- | ---- |
| 1.  | Open ended (Rabin)                    | 3:23 |
| 2.  | Heard you cry wolf (Rabin)            | 5:44 |
| 3.  | Do ya do ya want me (Rabin)           | 3:28 |
| 4.  | Stop turn (Rabin)                     | 4:06 |
| 5.  | Lost in love (Rabin)                  | 3:47 |
| 6.  | Looking for a lady (Wolfman)? (Rabin) | 4:42 |
| 7.  | Pain (Rabin)                          | 4:33 |
| 8.  | Take me to a party (Rabin)            | 3:41 |
| 9.  | She’s easy (Rabin)                    | 4:24 |
| 10. | Long Island (Rabin, Davies)           | 3:40 |